# يونوت كونستانتين
يونوت كونستانتين (بالرومانية: Ionuț Constantin)‏ هو لاعب كرة قدم روماني في مركز الوسط، ولد في 27 يوليو 2001 في رومانيا. لعب مع كونكورديا كياجنا.

## وصلات خارجية
- يونوت كونستانتين على موقع قاعدة بيانات كرة القدم.إي يو (الإنجليزية)
- يونوت كونستانتين على موقع Soccerway.com (الإنجليزية)